# Neuville-sous-Huy
Neuville-sous-Huy, denumit uneori și Neuville-sur-Meuse sau Neufville-sur-Meuse, este un sat din sectorul Tihange al orașului valon Huy din Belgia. Satul are o suprafață de 2,53 km² și o populație de circa 100 de locuitori.

## Geografie
Neuville-sous-Huy este așezat pe malul drept al fluviului Meuse, la circa 5 km vest de Huy. Cel mai înalt punct al satului se află în cătunul Neuf Bonniers, la aproximativ 230 metri altitudine. Satul este mărginit de râuri și păduri, cu excepția părții de nord, unde se învecinează cu drumul național N90 Huy–Liège, denumit în acea zonă Avenue de l'Industrie (în română Bulevardul Industriei), dincolo de care se află centrala nucleară de la Tihange.
Neuville-sous-Huy este alcătuit din cătunele Neuf-Bonniers, Aux Ruelles, Petit-Bois și Ponton.

## Istoric
În perioada Vechiului Regim, conacul din Neuville a aparținut curții de Liège și a fost deținut pe rând de familiile de Royer (între secolele XIV-XVI), T'Serclaes (1639-1648), Neuforge (1648-1705), d'Olne și de Grady.
Se cunosc puține lucruri despre originile parohiei Sainte-Gertrude. În mod tradițional, Neuville-sous-Huy aparținea religios de Dieceza de Liège. Între 1801 și 1831, Neuville a depins de biserica parohiei Tihange. 
Paul Firket (1892-1942), un preot din Neuville-sous-Huy, a fost arestat de germani în iunie 1942, sub suspiciunea spionaj. El a fost condamnat la moarte pe 2 august și executat pe 25 octombrie 1942, la Leopoldsburg.
Până în 1952, Neuville-sous-Huy a fost cea mai mică dintre comunele Belgiei. Pe 22 iulie 1952, municipalitatea a fost dizolvată, iar Neuville-sous-Huy a fuzionat cu Tihange. În acel moment, Neuville avea 93 de locutori. Din 1977, Tihange și Neuville-sous-Huy aparțin de comuna Huy.

## Evoluția demografică

### Secolul al XIX-lea
| An                                          | 1806 | 1816 | 1830 | 1846 | 1856 | 1866 | 1876 | 1880 | 1890 |
| ------------------------------------------- | ---- | ---- | ---- | ---- | ---- | ---- | ---- | ---- | ---- |
| Nr. locuitori                               | 96   | 141  | 129  | 158  | 142  | 148  | 150  | 136  | 150  |
| Notă: conform evidenței populației la 31.12 |      |      |      |      |      |      |      |      |      |

### Secolul al XX-lea, până la fuziunea cu Tihange
| An                                          | 1900 | 1910 | 1920 | 1930 | 1947 | 1951 |
| ------------------------------------------- | ---- | ---- | ---- | ---- | ---- | ---- |
| Nr. locuitori                               | 151  | 145  | 91   | 81   | 103  | 93   |
| Notă: conform evidenței populației la 31.12 |      |      |      |      |      |      |

## Obiective turistice

### Biserica Sainte-Gertrude

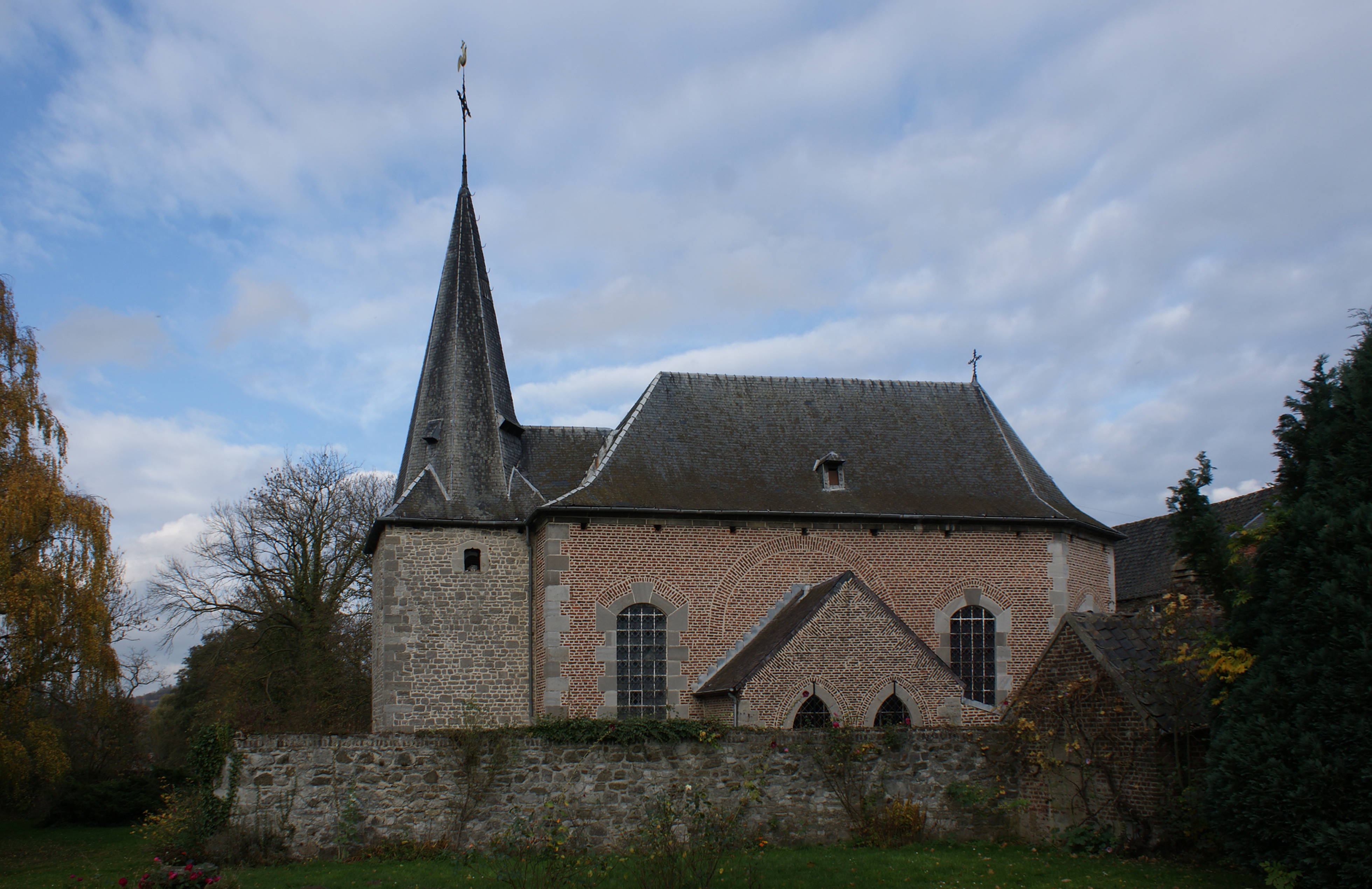
Biserica Sainte-Gertrude

Biserica, posibil datând din secolul al XIV-lea, constă dintr-un turn construit probabil în secolul al XVI-lea, precum și un naos și un cor care se presupune că datează de la începutul secolului al XVIII-lea. Întregul ansamblu a fost reconstruit în 1706, iar mobilierul care s-a păstrat este în mare parte din secolul al XVIII-lea. Biserica Sainte-Gertrude a fost încadrată pe 1 august 1933 ca monument de patrimoniu în Valonia, fiind clasată cu numărul de inventar 61031-CLT-0052-01.

### Ferma Neuville
O fermă fortificată cu un turn impozant, clădirea datează din prima jumătate a secolului al XVI-lea și a fost construită la inițiativa lui Jehan Royer, probabil pe fundația vechiului său castel. Blazonul său și cel al soției sale, Jacqueline de Crisnée, au fost încorporate în cadrul porții. Clădirile fermei, dispuse într-un pătrat neregulat în jurul unei curți parțial pavate, au fost supuse câtorva lucrări consecutive de renovare începând cu secolul al XVII-lea. Cărămidă, gresie și calcar au fost folosite pentru a conferi curții interioare un aspect elegant, care contrastează puternic cu exteriorul masiv al fermei. 

### Castelul Neuville
Castelul actual a fost construit în 1705, din ordinul lui Lambert Henri d'Olne, care era pe vremea aceea proprietarul domeniului Neuville-sous-Huy. În jurul anului 1860, el a intrat în proprietatea prințului Eugène François Charles Joseph Lamoral de Ligne (1804-1880) din Belœil, președintele Senatului Belgiei. Parcul castelului a servit ca teren de antrenament pentru caii de curse ai proprietarului. Castelul a rămas în proprietatea familiei de Ligne până în 1917. În 1918, la Neuville-sous-Huy a fost amenajat un lagăr pentru prizonierii de război italieni și este de presupus că și castelul a fost folosit în acest scop. În timpul celui de-Al Doilea Război Mondial, castelul a fost ocupat de germani, iar în 1946 a devenit proprietatea statului belgian, care a înființat acolo un internat și o școală pentru copiii marinarilor, artiștilor de bâlci sau circ și ai altor familii fără o adresă fixă. Această școală și-a închis porțile în iunie 1995. O parte a parcului castelului, decorată cu un iaz de mari dimensiuni și prevăzută cu două pivnițe pentru păstrat gheața, a trebuit cedată pentru construcția drumului național N90. Din acest motiv, un sens giratoriu amenajat în fața castelului, către Tihange, în care trona o statuie a Dianei, zeița vânătorii, nu mai există în prezent. 